# Friedrich Hasenöhrl

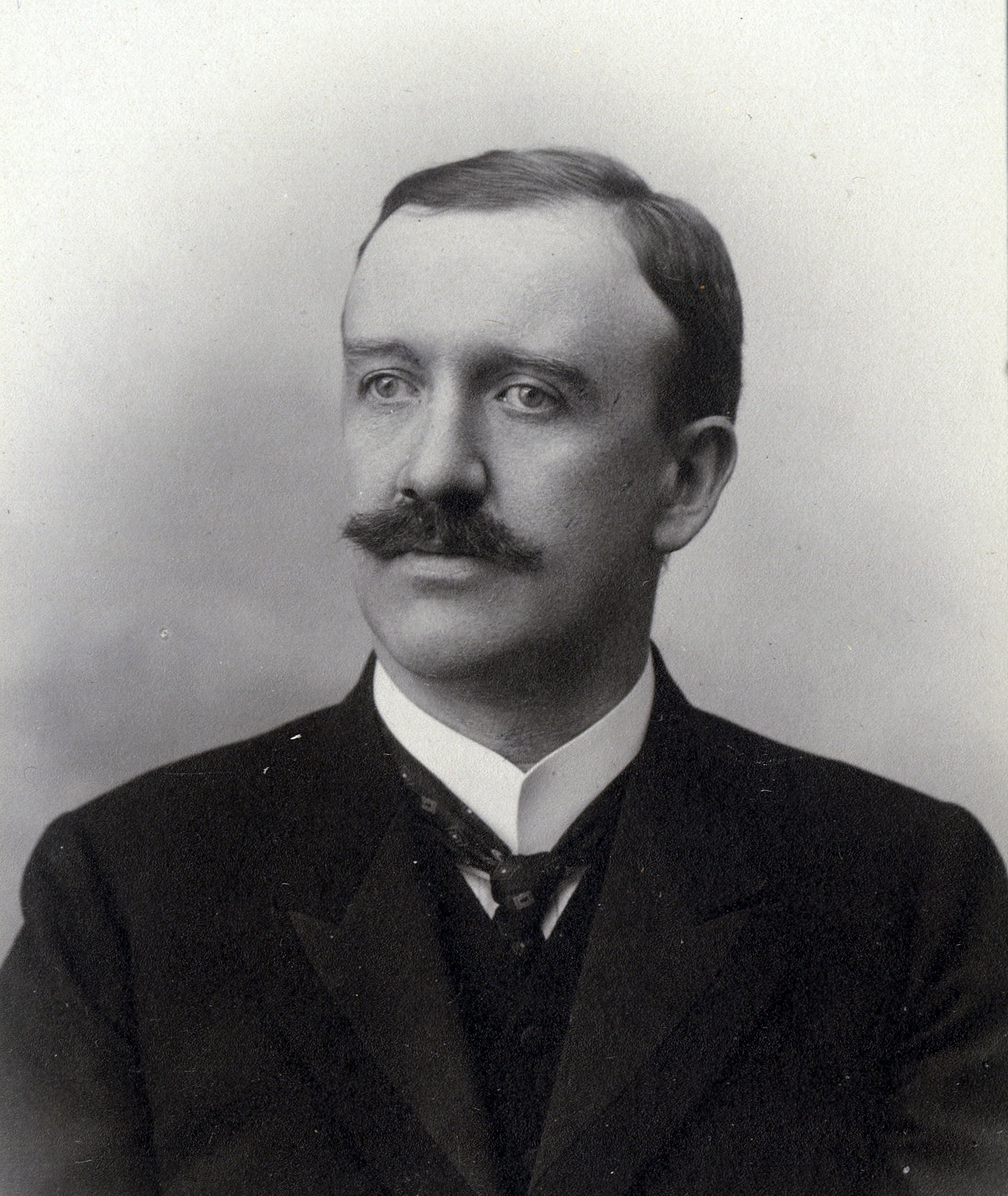
Friedrich Hasenöhrl

Friedrich Hasenöhrl (30 november 1874 – 7 oktober 1915) was een Oostenrijks natuurkundige.

## Levensloop
Friedrich Hasenöhrl werd geboren in Wenen in Oostenrijk-Hongarije. Zijn vader was advocaat en zijn moeder behoorde tot een vooraanstaande aristocratische familie. Hij studeerde natuurwetenschappen en wiskunde aan de Universiteit van Wenen bij Joseph Stefan en Ludwig Boltzmann. Hij promoveerde in 1897, werkte bij Heike Kamerlingh Onnes in Leiden en kwam daar ook in contact met Hendrik Lorentz.
In 1907 volgde hij Boltzmann op aan de Universiteit van Wenen als hoofd van de afdeling Theoretische Natuurkunde. Hij had verscheidene illustere studenten en had een belangrijke invloed op Erwin Schrödinger, die later de Nobelprijs voor Natuurkunde won voor zijn bijdrage aan de kwantummechanica.
Toen de Eerste Wereldoorlog uitbrak in 1914 trad Hasenöhrl vrijwillig toe tot het Oostenrijks-Hongaars leger. Hij vocht als 'Oberleutnant' tegen de Italianen in Tirol.  Hij raakte gewond, herstelde en keerde terug naar het front. Op 7 oktober 1915 sneuvelde hij door een granaataanval op Mt. Plaut in Zuid-Tirol.

## Werk
Hasenöhrl nam in 1911 deel aan de eerste Solvayraad in Brussel met talloze vooraanstaande natuurkundigen. Hij werkte vooral aan massa-energiegelijkwaardigheid en speelde daarmee een rol in de ontwikkeling van de kwantummechanica.

## Verder lezen
- Lenard, Philipp, Great Men of Science. Translated from the second German edition, G. Bell and sons, London (1950) ISBN 0-8369-1614-X
- Moore, Walter  "Schrödinger:  Life and Thought" University of Cambridge (1989) ISBN 0-521-43767-9.